# Стерн, Анатоль
Ана́толь Стерн (пол. Anatol Stern; 24 октября 1899, Варшава, Царство Польское, Российская империя — 19 октября 1968, Варшава, ПНР) — польский поэт, прозаик, литературный и кинокритик, сценарист и переводчик. Вместе с Бруно Ясеньски является автором манифеста польского футуризма Nuż w bżuhu.

## Биография
Родился 24 октября 1899 г. в Варшаве в ассимилированной семье еврейского происхождения, сын журналиста. После окончания гимназии учился на Отделении полонистики Вильнюсского университета, который не окончил.
В 1919 году Анатоль Стерн опубликовал свою первую поэму Nagi człowiek w śródmieściu («Нагой человек в центре города») и поэтический сборник Futuryzje («Футуразии»). В 1924 году опубликовал обширный сборник стихотворений Anielski cham («Ангельский хам»), в том же году решил издать новые переводы (прежде всего выполненные Бруно Ясеньским) русских стихов в «Антологии новой русской поэзии» (пол. Antologia Nowej Poezji Rosyjskiej) с критическим вступлением. Работа появилась, однако, лишь в 1927 году в виде одного тома, ограниченного поэзией Владимира Маяковского.
Один из видных польских футуристических поэтов, Стерн в 1921—1923 гг. вместе с Ярославом Ивашкевичем был редактором ежемесячного журнала Nowa Sztuka («Новое искусство»), публиковался в разовых футуристических изданиях (Tak («Да»), Gga, Niebieskie pięty («Небесные пяты»)). Также сотрудничал с такими известными журналами искусства как Skamander («Скамандр»), Zwrotnica («Стрелка») и Wiadomości Literackie («Литературные вести», где помещал кинорецензии). В 1924 году стал редактором двухнедельного журнала Wiadomości Filmowe («Кинематографические вести»). Кроме того был членом Совета по кинематографии (пол. Rada dla Spraw Kultury Filmowej).
Во второй половине 1930-х годов Стерн отошёл от авангарда и обратился к обычным формам поэзии, стал известным сценаристом. До Второй мировой войны он написал более 30 сценариев для польских и зарубежных фильмов.
После военного вторжения в Польшу в 1939 году, Анатоль Стерн отправился в контролируемый СССР Львов, где 23 января 1940 года был арестован НКВД (вместе с Владиславом Броневским, Александером Ватом и Тадеушем Пейпером) и отправлен в ГУЛАГ. Освобождённый на основании соглашения Сикорского-Майского, Стерн вступил в Армию Андерса, с которой отправился на Ближний Восток. В 1942—1948 гг. пребывал в Палестине, где публиковал свои довоенные произведения в переводах на иврит, сотрудничал также с «Бюллетенем вольной Польши» (пол. Biuletyn Wolnej Polski). По возвращении в Польшу в 1948 г. поселился в Варшаве. Печатался в журналах Kuźnica, Nowiny Literackie («Литературные новости»), Odrodzenie («Возрождение»), Nowa Kultura («Новая культура»), Po prostu («Попросту»), Przegląd Kulturalny («Культурный обзор»).
Умер Анатоль Стерн в Варшаве 19 октября 1968 г.

## Творчество

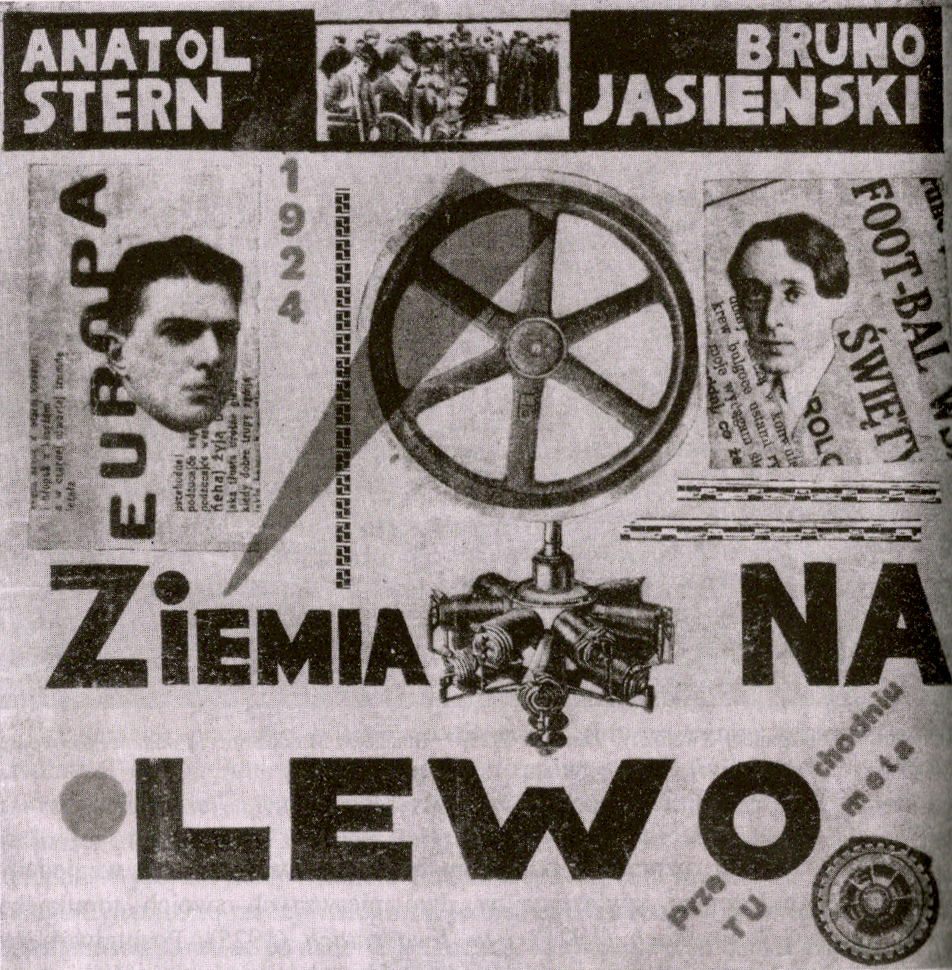
Анатоль Стерн, Бруно Ясеньски, Земля налево, Варшава 1924 r. Проект обложки: Мечислав Щука.

### Сборники стихотворений
- Nagi człowiek w śródmieściu (поэма, 1919)
- Futuryzje (1920)
- Anielski cham, Ziemia na lewo (вместе с Бруно Ясеньским) (1924)
- Bieg do bieguna (1927)
- Rozmowa z Apollinem (1938)
- Wiersze i poematy (1956)
- Pod gwiazdami wschodu (Czytelnik, 1957)
- Widzialne i niewidzialne (1964)
- Z motyką na słońce (1967)
- Alarm nocny (Czytelnik, 1970)

### Проза
- Namiętny pielgrzym, 1933.
- Maleńki człowiek z Wielkiej Doliny (короткий рассказ)
- Ludzie i syrena (повесть, Иерусалим 1944, общегосударственное издание 1955)
- Zaczarowana grządka (повесть для детей)
- Opowieść o żołnierzu i diable (1957)
- Opowiadania starego szpaka (повествование для детей, 1975)
- Zabawa w piekło (сборник повествований)
- Wspomnienia z Atlantydy (Wyd. Artystyczne i Filmowe, 1959)

### Эссе
- Poezja zbuntowana (эскизы о поэзии межвоенного двадцатилетия, 1964)
- Bruno Jasieński (Wiedza Powszechna, 1969)
- Legendy naszych dni (Wydawnictwo Literackie, 1967)
- Historie z nieco innych wymiarów (Iskry, 1970)
- Poezja zbuntowana: szkice i wspomnienia (Państwowy Instytut Wydawniczy, 1970)
- Głód jednoznaczności i inne szkice (Czytelnik, 1972)
- Dom Apollinaire’a: rzecz o polskości i rodzinie poety (подготовила к печати Алицъя Стернова (Alicja Sternowa); обраб. и снабдил примечаниями Зыгмунт Черны (Zygmunt Czerny), Wydawnictwo Literackie, 1973)

### Обработки и переводы
- Włodzimierz Majakowski, Wybór satyr, под ред. Анатоля Стерна; ил. Ян Млодоженец (Jan Młodożeniec); [пер. сборник с русск.], Czytelnik, 1955
- Włodzimierz Majakowski, Młodym: wybór wierszy, под ред. Анатоля Стерна, Iskry, 1956
- Aleksander Puszkin, Utwory dramatyczne; пер. Северын Полляк (Seweryn Pollak), Анатоль Стерн, Мариан Топоровски (Marian Toporowski); [red. t. Антони Слонимски (Antoni Słonimski)], Wyd. 2., Państwowy Instytut Wydawniczy; 1956
- Bruno Jasieński, Utwory poetyckie; отбор и вступл. Анатоля Стерна, Czytelnik, 1960
- Mykoła Bażan, Mickiewicz w Odessie: 1825 rok: cykl poezji, пер. Анатоль Стерн; ил. Антони Унеховски (Antoni Uniechowski), Iskry, 1962
- Jurij Nagibin, Nocny gość: wybór opowiadań, пер. Алицъя и Анатоль Стерн, Państw. Instytut Wydawniczy, 1963
- Eugeniusz Winokurow, Światło i inne wiersze; отбор Анатоля Стерна; [пер.], Państ. Instytut Wydawniczy, 1964
- Włodzimierz Majakowski, Liryka; обраб. и вступл. Северын Полляк и Анатоль Стерн, Państ. Instytut Wydawniczy, 1965
- Mieczysław Szczuka. Обраб. Анатоль Стерн и Мечислав Берман (Mieczysław Berman), Wydawnictwa Artystyczne i Filmowe, 1965
- Ziemia gorąca: antologia współczesnej poezji bułgarskiej. Отбор и обраб. Анны Каменьской (Anna Kamieńska), Анатоля Стерна, Ludowa Spółdzielnia Wydawnicza, 1968

### Киносценарии
- 1928 — Канун весны (Przedwiośnie)
- 1929 — Дорогой позора (Szlakiem hańby), Греховная любовь
- 1930 — В Сибирь (Na Sybir), Корыстная любовь (Niebezpieczny romans), Культ тела (Kult ciała), Ветер с моря (Wiatr od morza), Краса жизни (Uroda życia)
- 1931 — Соблазнённая (Uwiedziona), Krwawy wschód, Serce na ulicy
- 1932 — Год 1914 (Rok 1914)
- 1934 — Чем мой муж занят ночью? (Co mój mąż robi w nocy?), Чёрная жемчужина (Czarna perła), Молодой лес (Młody Las)
- 1936 — Барбара Радзивилл (Barbara Radziwiłłówna), Роза (Róża), Верная река, Пан Твардовский (Pan Twardowski), Его большая любовь (Jego wielka miłość)
- 1937 — Знахарь (Znachor), Госпожа Министр танцует (Pani minister tańczy)
- 1938 — Последняя бригада (Ostatnia brygada), Профессор Вильчур (Profesor Wilczur), Женщины над пропастью (Kobiety nad przepaścią), Письмо к матери (List do matki), Вторая молодость (Druga młodość), Геенна (Gehenna), Мои родители разводятся (Moi rodzice rozwodzą się)
- 1939 — В конце пути (U kresu drogi), Ложь Кристины (Kłamstwo Krystyny)
- 1943 — Od Latrum do Gazali